# 朱詮鉦
瀋恭王朱詮鉦（1469年—1527年），明朝第四代瀋王，莊王朱幼㙾的庶第一子，母亲是瀋王夫人追封次妃高氏。他在成化十五年（1479年）八月受封西陽王，正德三年（1508年）晉封瀋世子。正德十三年（1518年）襲封瀋王，嘉靖六年（1527年）去世。長子福山恭和王朱勛𣴣早卒，孫朱胤榿暫任管瀋府宗理，但未及嗣位即去世，亦未留下子嗣。四年後其弟朱詮鉌之孫朱胤栘嗣位。